# Rafael Cabral Barbosa
Rafael Cabral Barbosa, noto semplicemente come Rafael (Sorocaba, 20 maggio 1990), è un calciatore brasiliano con cittadinanza portoghese, portiere del Real Salt Lake.

## Biografia
È in possesso del passaporto portoghese e, pertanto, dello status di comunitario.

## Carriera

### Club

#### Santos
Cresciuto nelle giovanili del Santos, Rafael esordisce in prima squadra il 2 giugno 2010 nella gara contro il Cruzeiro, terminata 0-0, dopo la quale si guadagna immediatamente il posto da titolare per il resto del campionato. In questa stagione vince anche il Campionato Paulista - sebbene non venga mai utilizzato nel corso della manifestazione - e la Coppa del Brasile.
Nel 2011 vince nuovamente il Paulista, oltre al primo trofeo internazionale, la Coppa Libertadores. L'anno seguente, oltre al terzo titolo statale consecutivo, vince la Recopa Sudamericana nella doppia finale contro l'Universidad de Chile.

#### Napoli
L'11 luglio 2013 viene acquistato dal Napoli. Nella prima stagione in azzurro ricopre il ruolo di secondo portiere alle spalle di Pepe Reina. Esordisce in campionato il 7 dicembre 2013 nell'incontro casalingo contro l'Udinese, subendo tre reti nel 3-3 finale. Il successivo 11 dicembre esordisce anche in Champions League nell'ultimo incontro della fase a gironi disputato al San Paolo contro l'Arsenal, terminato 2-0 per il Napoli. Il 20 febbraio 2014, dopo aver collezionato 11 presenze tra campionato e coppe, nel corso della gara di Europa League contro lo Swansea City rimedia la rottura del legamento crociato anteriore del ginocchio destro chiudendo anzitempo la sua prima stagione in azzurro.
Dopo l'addio di Reina, nel 2014-2015 Rafael diventa inizialmente il portiere titolare del Napoli. Il 22 dicembre è protagonista della Supercoppa italiana 2014 contro la Juventus (finita 2-2 dopo i tempi supplementari), nella quale para i calci di rigore di Chiellini e Padoin, permettendo così alla sua squadra di vincere la gara ed alzare il trofeo. Dopo la partita di campionato contro il Palermo del 14 febbraio 2015, in cui il Napoli viene sconfitto per 3-1, Rafael perde il posto da titolare a favore dell'argentino Andujár e non colleziona altre presenze stagionali, che si fermano pertanto a 32 tra campionato e coppe.
Nella stagione seguente ricopre il ruolo di terzo portiere alle spalle di Reina, tornato nel frattempo al Napoli, e del connazionale Gabriel, e non colleziona presenze in prima squadra. Per la stagione 2016-2017 è il secondo di Reina e gioca gli ottavi di finale della Coppa Italia contro lo Spezia (vittoria interna per 3-1), il 10 gennaio 2017, a quasi due anni di distanza dall'ultima gara ufficiale disputata. A causa di un infortunio di Reina, debutta in campionato il 2 aprile 2017 contro la Juventus (gara pareggiata per 1-1). Nel 2017-2018 è nuovamente il terzo portiere, superato nelle gerarchie da Luigi Sepe. Il 1º luglio 2018 si svincola per fine contratto dal club campano.

#### Sampdoria
Il 22 luglio 2018 viene ingaggiato dalla Sampdoria. Utilizzato come riserva del giovane Audero, l'esordio blucerchiato arriva in Coppa Italia il seguente 4 dicembre, nella vittoria per 2-1 contro la SPAL. Bisognerà aspettare il 19 maggio 2019, alla penultima giornata, per vederlo giocare anche in massima serie, quando gioca titolare nella gara pareggiata per 0-0 contro il Chievo.

#### Reading
Il 5 agosto 2019 il giocatore rescinde il contratto con la Sampdoria e poi, il giorno seguente, firma un contratto di tre anni con il Reading. Con il club inglese gioca complessivamente 98 incontri subendo 126 reti, fino a quando, il 17 gennaio 2022, rescinde il proprio contratto.

#### Cruzeiro
Il 18 gennaio 2022, ritorna Brasile, firmando con il Cruzeiro.

### Nazionale
L'esordio in Nazionale maggiore ha luogo il 30 maggio 2012 in un'amichevole contro gli Stati Uniti a New York, nella quale la Seleção si impone per 4-1. Disputa anche le successive amichevoli, entrambe perse, contro Messico e Argentina.
In estate viene incluso nella selezione olimpica per Londra 2012, ma è costretto a rinunciare alla competizione a causa di un infortunio al gomito destro.
Torna in Nazionale nel 2014, convocato dal CT Dunga per le amichevoli contro Colombia e Ecuador.

## Statistiche

### Presenze e reti nei club
Statistiche aggiornate al 31 dicembre 2024.
| Stagione        | Squadra         | Campionati      | Campionati | Campionati | Coppe nazionali | Coppe nazionali | Coppe nazionali | Coppe continentali | Coppe continentali | Coppe continentali | Altre coppe | Altre coppe | Altre coppe | Totale | Totale |
| Stagione        | Squadra         | Comp            | Pres       | Reti       | Comp            | Pres            | Reti            | Comp               | Pres               | Reti               | Comp        | Pres        | Reti        | Pres   | Reti   |
| --------------- | --------------- | --------------- | ---------- | ---------- | --------------- | --------------- | --------------- | ------------------ | ------------------ | ------------------ | ----------- | ----------- | ----------- | ------ | ------ |
| 2010            | Santos          | A1/SP+A         | 0+32       | 0 + -36    | CB              | 2               | -2              | CS                 | 2                  | -1                 | -           | -           | -           | 36     | -39    |
| 2011            | Santos          | A1/SP+A         | 20+32      | -19 + -45  | -               | -               | -               | CL                 | 14                 | -13                | Cmc         | 2           | -5          | 68     | -82    |
| 2012            | Santos          | A1/SP+A         | 14+25      | -13 + -29  | -               | -               | -               | CL                 | 12                 | -10                | RSA         | 2           | 0           | 53     | -52    |
| 2013            | Santos          | A1/SP+A         | 23+5       | -26 + -6   | CB              | 4               | -2              | -                  | -                  | -                  | -           | -           | -           | 32     | -34    |
| Totale Santos   | Totale Santos   | Totale Santos   | 151        | -174       |                 | 6               | -4              |                    | 28                 | -24                |             | 4           | -5          | 189    | -207   |
| 2013-2014       | Napoli          | A               | 8          | -8         | CI              | 1               | -1              | UCL+UEL            | 1+1                | 0+-0               | -           | -           | -           | 11     | -9     |
| 2014-2015       | Napoli          | A               | 23         | -30        | CI              | 0               | 0               | UCL+UEL            | 2+6                | -4+ -3             | SI          | 1           | -2          | 32     | -39    |
| 2015-2016       | Napoli          | A               | 0          | 0          | CI              | 0               | 0               | UEL                | 0                  | 0                  | -           | -           | -           | 0      | 0      |
| 2016-2017       | Napoli          | A               | 1          | -1         | CI              | 1               | -1              | UCL                | 0                  | 0                  | -           | -           | -           | 2      | -2     |
| 2017-2018       | Napoli          | A               | 0          | 0          | CI              | 0               | 0               | UCL+UEL            | 0+0                | 0+-0               | -           | -           | -           | 0      | 0      |
| Totale Napoli   | Totale Napoli   | Totale Napoli   | 32         | -39        |                 | 2               | -2              |                    | 10                 | -7                 |             | 1           | -2          | 45     | -50    |
| 2018-2019       | Sampdoria       | A               | 2          | 0          | CI              | 2               | -3              | -                  | -                  | -                  | -           | -           | -           | 4      | -3     |
| 2019-2020       | Reading         | FLC             | 44         | -53        | FACup+CdL       | 1+1             | -2 + -1         | -                  | -                  | -                  | -           | -           | -           | 46     | -56    |
| 2020-2021       | Reading         | FLC             | 45         | -52        | FACup+CdL       | 0               | 0               | -                  | -                  | -                  | -           | -           | -           | 45     | -52    |
| 2021-gen. 2022  | Reading         | FLC             | 6          | -16        | FACup+CdL       | 1+0             | -2 + 0          | -                  | -                  | -                  | -           | -           | -           | 7      | -18    |
| Totale Reading  | Totale Reading  | Totale Reading  | 95         | -121       |                 | 3               | -5              |                    | -                  | -                  |             | -           | -           | 98     | -126   |
| 2022            | Cruzeiro        | MII+B           | 11+37      | -13+-25    | CB              | 6               | -7              | -                  | -                  | -                  | -           | -           | -           | 54     | -45    |
| 2023            | Cruzeiro        | MII+A           | 10+37      | -11+-32    | CB              | 4               | -3              | -                  | -                  | -                  | -           | -           | -           | 51     | -46    |
| gen.-apr. 2024  | Cruzeiro        | MII+A           | 12+0       | -11+-0     | CB              | -               | -               | CS                 | 2                  | -3                 | -           | -           | -           | 14     | -14    |
| Totale Cruzeiro | Totale Cruzeiro | Totale Cruzeiro | 107        | -92        |                 | 10              | -10             |                    | 2                  | -3                 |             | -           | -           | 119    | -105   |
| apr.-dic. 2024  | Grêmio          | PD/RS+A         | 0+6        | 0+-8       | CB              | -               | -               | CL                 | -                  | -                  | -           | -           | -           | 6      | -8     |
| Totale carriera | Totale carriera | Totale carriera | 393        | -434       |                 | 23              | -24             |                    | 40                 | -34                |             | 5           | -7          | 461    | -499   |

### Cronologia presenze e reti in nazionale
| Cronologia completa delle presenze e delle reti in nazionale ― Brasile | Cronologia completa delle presenze e delle reti in nazionale ― Brasile | Cronologia completa delle presenze e delle reti in nazionale ― Brasile | Cronologia completa delle presenze e delle reti in nazionale ― Brasile | Cronologia completa delle presenze e delle reti in nazionale ― Brasile | Cronologia completa delle presenze e delle reti in nazionale ― Brasile | Cronologia completa delle presenze e delle reti in nazionale ― Brasile | Cronologia completa delle presenze e delle reti in nazionale ― Brasile |
| Data                                                                   | Città                                                                  | In casa                                                                | Risultato                                                              | Ospiti                                                                 | Competizione                                                           | Reti                                                                   | Note                                                                   |
| ---------------------------------------------------------------------- | ---------------------------------------------------------------------- | ---------------------------------------------------------------------- | ---------------------------------------------------------------------- | ---------------------------------------------------------------------- | ---------------------------------------------------------------------- | ---------------------------------------------------------------------- | ---------------------------------------------------------------------- |
| 30-5-2012                                                              | East Rutherford                                                        | Stati Uniti                                                            | 1 – 4                                                                  | Brasile                                                                | Amichevole                                                             | -1                                                                     |                                                                        |
| 3-6-2012                                                               | Arlington                                                              | Brasile                                                                | 0 – 2                                                                  | Messico                                                                | Amichevole                                                             | -2                                                                     |                                                                        |
| 9-6-2012                                                               | New York                                                               | Argentina                                                              | 4 – 3                                                                  | Brasile                                                                | Amichevole                                                             | -4                                                                     |                                                                        |
| Totale                                                                 |                                                                        | Presenze                                                               | 3                                                                      |                                                                        | Reti                                                                   | -7                                                                     |                                                                        |

| Cronologia completa delle presenze e delle reti in nazionale ― Brasile olimpica | Cronologia completa delle presenze e delle reti in nazionale ― Brasile olimpica | Cronologia completa delle presenze e delle reti in nazionale ― Brasile olimpica | Cronologia completa delle presenze e delle reti in nazionale ― Brasile olimpica | Cronologia completa delle presenze e delle reti in nazionale ― Brasile olimpica | Cronologia completa delle presenze e delle reti in nazionale ― Brasile olimpica | Cronologia completa delle presenze e delle reti in nazionale ― Brasile olimpica | Cronologia completa delle presenze e delle reti in nazionale ― Brasile olimpica |
| Data                                                                            | Città                                                                           | In casa                                                                         | Risultato                                                                       | Ospiti                                                                          | Competizione                                                                    | Reti                                                                            | Note                                                                            |
| ------------------------------------------------------------------------------- | ------------------------------------------------------------------------------- | ------------------------------------------------------------------------------- | ------------------------------------------------------------------------------- | ------------------------------------------------------------------------------- | ------------------------------------------------------------------------------- | ------------------------------------------------------------------------------- | ------------------------------------------------------------------------------- |
| 20-7-2012                                                                       | Middlesbrough                                                                   | Regno Unito olimpica                                                            | 0 – 2                                                                           | Brasile olimpica                                                                | Amichevole                                                                      | -                                                                               |                                                                                 |
| Totale                                                                          |                                                                                 | Presenze                                                                        | 1                                                                               |                                                                                 | Reti                                                                            | -0                                                                              |                                                                                 |

## Palmarès

### Club

#### Competizioni statali
- Campionato paulista: 3

Santos: 2010, 2011, 2012

#### Competizioni nazionali
- Coppa del Brasile: 1

Santos: 2010
- Coppa Italia: 1

Napoli: 2013-2014
- Supercoppa italiana: 1

Napoli: 2014
- Campeonato Brasileiro Série B: 1

Cruzeiro: 2022

#### Competizioni internazionali
- Coppa Libertadores: 1

Santos: 2011
- Recopa Sudamericana: 1

Santos: 2012